# L'amour existe
Pour plus de détails, voir Fiche technique et Distribution.
L'amour existe est un film français réalisé par Maurice Pialat et sorti en 1960.

## Synopsis
Sur un commentaire mélancolique, défilent des images de la banlieue de Paris à la fin des années 1950.

## Fiche technique
- Titre : L'amour existe
- Réalisation : Maurice Pialat
- Scénario : Maurice Pialat
- Production : Pierre Braunberger
- Musique : Georges Delerue
- Photographie : Gilbert Sarthre
- Montage : Liliane Korb et Kenout Peltier
- Pays d'origine :  France
- Format : Noir et blanc - Mono - 16 mm
- Genre : documentaire
- Durée : 21 minutes
- Date de sortie : 1960

## Distribution
- Jean-Loup Reynold : Narrateur

## Distinctions
- Prix Louis-Delluc 1960
- Mostra de Venise 1961 : Lion Saint-Marc
- Prix Louis Lumière 1961